# Glaphyra angularis
Glaphyra angularis är en skalbaggsart som beskrevs av Holzschuh 2006. Glaphyra angularis ingår i släktet Glaphyra och familjen långhorningar. Inga underarter finns listade i Catalogue of Life.